# Australian Indoor Championships 1989
LAustralian Indoor Championships 1989 è stato un torneo di tennis giocato cemento indoor del Sydney Entertainment Centre di Sydney in Australia. Il torneo fa parte del Nabisco Grand Prix 1989. Si è giocato dal 9 al 16 ottobre 1989.

## Campioni

### Singolare maschile
Ivan Lendl ha battuto in finale  Lars-Anders Wahlgren con il punteggio di 6–2, 6–2, 6–1

### Doppio maschile
David Pate /  Scott Warner hanno battuto in finale  Darren Cahill /  Mark Kratzmann con il punteggio di 6–3, 6–7, 7–5